# Darío Villanueva Prieto

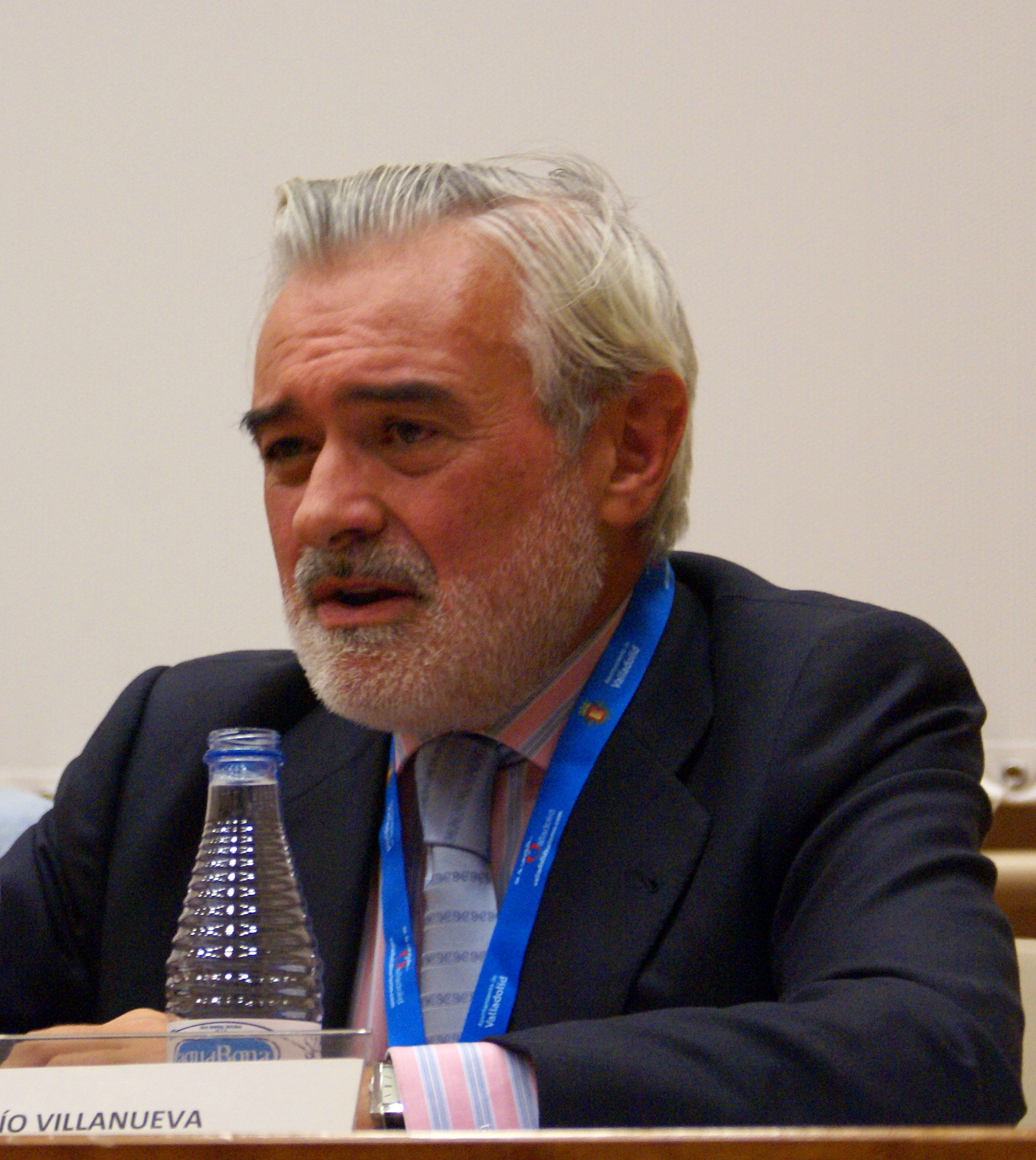
Darío Villanueva, 2011

Darío Villanueva Prieto (* 5. Juni 1950 in Vilalba) ist ein spanischer Literaturtheoretiker und -kritiker. Er ist Professor an der Philologischen Fakultät der Universität Santiago de Compostela, wo er die Professur für Literaturtheorie und Komparatistik hat.

## Leben
Der Sohn asturischer und galicischer Eltern verbrachte seine Kindheit in Luarca (Asturien), wo sein Vater Richter war. Sein Abitur machte er in Lugo, nachdem seine Familie ab 1970 ihren Wohnsitz nach La Coruña verlegt hatte. 1976 promovierte er in Hispanistik an der Universität Madrid.
Er war Rektor der Universität Santiago de Compostela (1994–2002) und Direktor der Real Academia Española („Königliche Spanische Akademie“) (2014–2018).
Seit 2015 ist er Jurymitglied  des Prinzessin-von-Asturien-Preises für Literatur.